# Paladio (mitología)

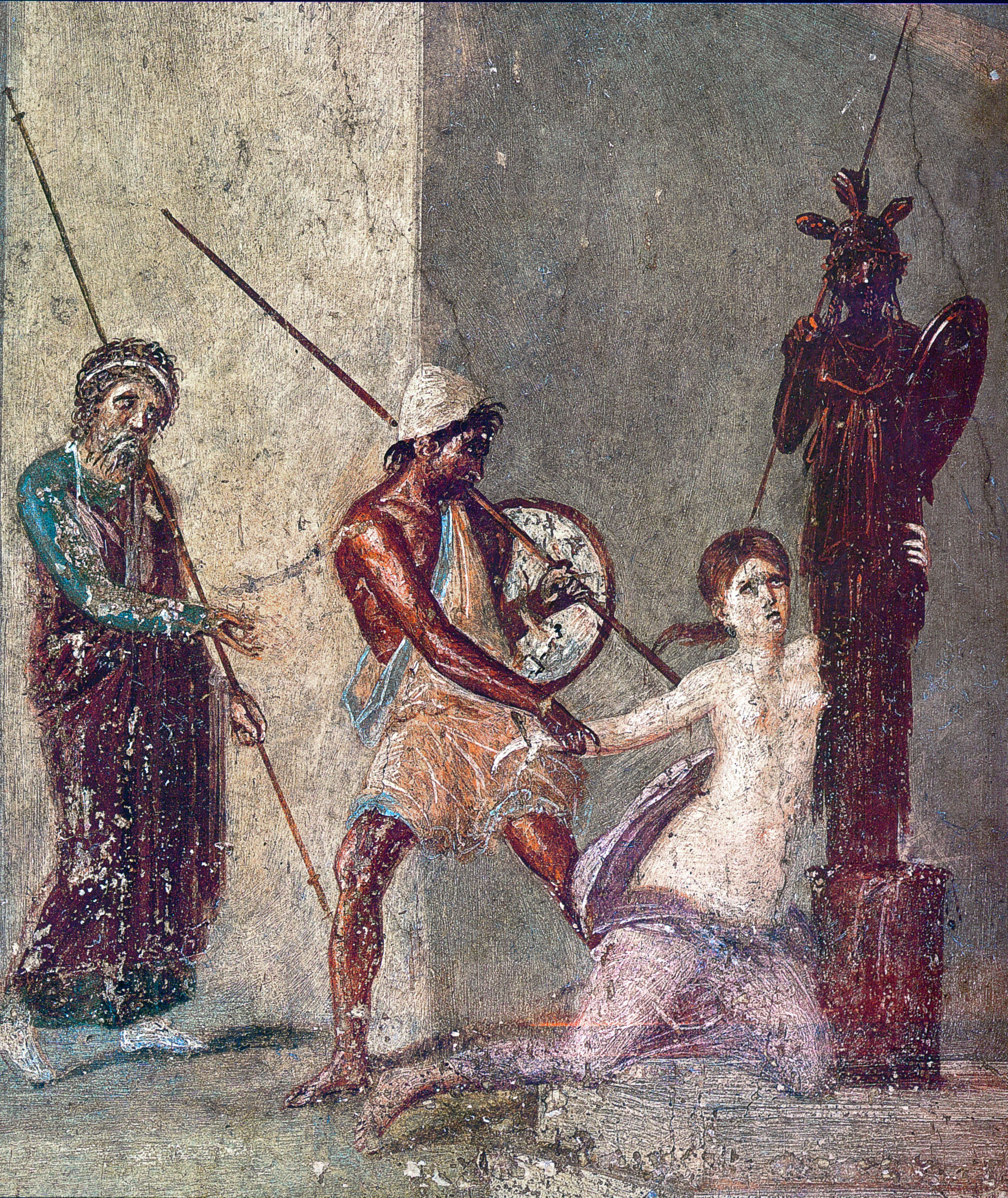
Áyax tira de Casandra, que se agarra al Paladio. Detalle de un fresco romano del atrio de la Casa de Menandro (I 10, 4), en Pompeya.

En la mitología grecorromana, el Paladio o Paladión (del griego: Παλλάδιον; Palládion) era una estatua arcaica de madera que representaba a la diosa Atenea y se conservaba en Troya desde los tiempos de su fundación.

## Características
Se decía que la estatua medía tres codos de altura, tenía los pies juntos, una lanza en la mano derecha y una rueca con un huso en la izquierda.

## El Paladio en Troya
A pesar de que comúnmente se consideraba que el Paladio representaba a Atenea, la tradición que recoge Apolodoro sobre su origen supone que la construyó ella misma en honor a Palas, hija de Tritón, con quien se había criado y a quien había dado muerte, involuntariamente, mientras se ejercitaban en las artes bélicas.
Esta imagen, según la leyenda, cayó delante de la tienda de Ilo, el mítico fundador de Ilión (Troya), cuando este estaba construyendo la ciudad. Este suceso fue interpretado como un indicio de la aprobación divina para tal fundación, y, en consecuencia, se le construyó un templo y se rindió culto a la imagen, en la idea de que, mientras ella estuviese en la ciudad, ésta sería inexpugnable. En un incendio que sufrió el templo, Ilo logró rescatar la estatua y quedó ciego, pues no estaba permitido que la viera un mortal. Después de aplacar a Atenea, le fue devuelta la vista.
Hay otras versiones acerca del origen de la estatua divina. Se decía que Crisa, al casarse con Dárdano, había aportado como dote unos regalos que había recibido de Atenea: los Paladiones y otros símbolos divinos en cuyos misterios había sido instruida.

### Versiones acerca de su destino

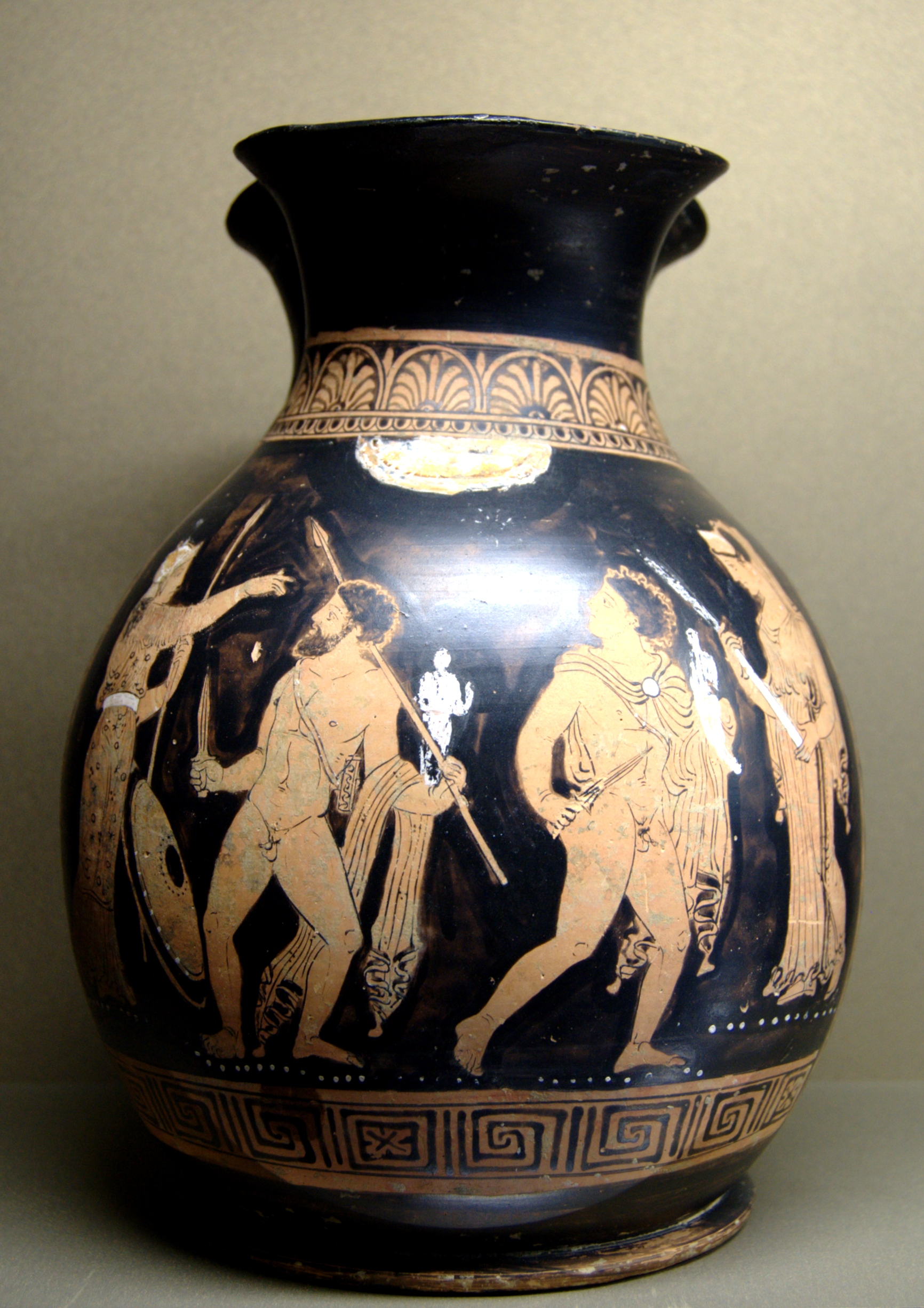
Odiseo y Diomedes robando el Paladio. Cerámica de figuras rojas de Regio de Calabria (360 - 350 a. C.) Museo del Louvre (París).

Durante la guerra de Troya, cuando los aqueos se enteraron por Héleno de que un requisito indispensable para conquistar la ciudad era conseguir antes el Paladio, mandaron con este fin a Diomedes y a Odiseo, quienes realizaron con éxito su cometido. A veces se consideraba que Helena ayudó a robar el Paladio. Existía controversia acerca de si el que finalmente lo robó fue Diomedes u Odiseo. Según una versión, ya fuera de Troya y con la estatuilla en poder de la pareja de incursores, Odiseo trató de matar por la espalda a Diomedes para ser el único que llevara el Paladio a los aqueos, y sacó la espada; Diomedes vio la luz que reflejaba, pues lucía la luna, y sacó también su arma y obligó a Odiseo a caminar delante de él. Así se explicaba el proverbio la necesidad de Diomedes, que significaba hacer algo contra su voluntad. Otras versiones aseguran que la llevó Agamenón a Argos; o Menelao a Esparta; o Demofonte a Atenas.
Otra de las versiones más extendidas asegura que los troyanos ocultaron el auténtico Paladio en un lugar inaccesible, que Diomedes y Odiseo se llevaron una copia, mientras que la imagen original se quedó en Troya y fue la llevada luego por Eneas a Italia.
También hay una versión en la que el Paladio aparece todavía en el templo de Atenea durante el saqueo de Troya: fue la estatua ante la que suplicó protección la adivina troyana Casandra antes de ser arrastrada o violada por Áyax de Oileo. Se decía que la estatua, horrorizada ante el ultraje sufrido por Casandra, había elevado sus ojos hacia el cielo.
Pausanias recoge otras tradiciones acerca del destino del Paladio. Entre los tribunales de justicia de Atenas estaba el llamado tribunal del Paladio, donde tenían lugar los juicios para los que habían cometido asesinatos involuntariamente. Pausanias explicaba el porqué de dicho nombre:

Dicen que Diomedes, después de la toma de Ilión, regresó con sus naves y ya era de noche cuando llegaron navegando a Falero. Dicen que entonces Demofonte, que no sabía siquiera que las naves eran argivas, salió a defenderse y dio muerte a algunos de ellos, y tras apoderarse del Paladio, se marchó; un ateniense, que no veía delante de sí, fue atropellado por el caballo de Demofonte y pisoteado, murió. A causa de esto Demofonte tuvo que rendir cuentas ante los parientes del hombre pisoteado, y otros dicen que ante la comunidad de los argivos.

El mismo Pausanias, sin embargo, se mostraba en desacuerdo con una creencia que había en Argos acerca de que allí se hallaba el sepulcro de Deyanira y el de Héleno, hijo de Príamo, junto con la imagen de Atenea que había sido traída de Troya. Pausanias señala que es evidente que el Paladio fue llevado a Italia por Eneas.
Otra tradición, recogida por Plutarco, era que un descendiente de Diomedes llamado Ergino, con la colaboración de Témeno y Leagro, había robado el Paladio de Argos. Después Leagro trasladó la estatua a Esparta, donde fue bien recibida y colocada en un templo dedicado a las Leucípides. Al consultar con el oráculo de Delfos, los espartanos recibieron la respuesta de que uno de los que habían robado el Paladio debía ser su guardián, y por tanto junto al templo de las hijas de Leucipo construyeron un templo dedicado a Odiseo.

## El Paladio en Roma
La tradición romana suponía como verdadera la leyenda que decía que Eneas había huido de Troya con el Paladio y lo había llevado a Italia. Se creía que esta estatua sagrada se hallaba custodiada en el templo de Vesta en Roma.
En el año 241 a. C., hubo un incendio en el templo de Vesta. El Pontífice Máximo Lucio Cecilio Metelo entró en el templo hasta la cella, cuyo acceso estaba prohibido hasta para él, y logró salvar de las llamas el Paladión y otros objetos sagrados vinculados a la supervivencia de Roma. Quedó ciego a consecuencia de esta acción.
Existe una pequeña cabeza mutilada de Atenea Promacos en el Antiquarium del Palatino (Museo del Palatino) de Roma que fue hallada en el Palatino y a la que algunos autores conceden posibilidades de que fuera la representación del Paladio.

## El Paladio en Constantinopla
Existe una tradición según la cual el Paladio fue trasladado por el emperador Constantino de Roma a Bizancio, donde fue depositado en el interior de la columna de Constantino.